# Життя на Міссісіпі
«Життя на Міссісіпі» — це опубліковані в 1883 році спогади Марка Твена про його часи, як пілот пароплава на річці Міссісіпі до Громадянської війни в США. Це також книга про подорожі, в якій розповідається про його подорожі річкою Міссісіпі від Сент-Луїса до Нью-Йорка. Орлеан, а потім з Нового Орлеана до Сент-Пола через багато років після війни.

## Огляд
Книга починається з короткої історії річки, яку повідомляли європейці та американці, починаючи з іспанського дослідника Ернандо де Сото в 1542 році. Він продовжується анекдотами про навчання Твена як пілота пароплава, як «дитинча» (учень) досвідченого пілота Горація Е. Біксбі. Він з великою любов'ю описує науку навігації річкою Міссісіпі, яка постійно змінюється, у розділі, який вперше був опублікований у 1876 році під назвою «Старі часи на Міссісіпі». Хоча Твену насправді був 21 рік, коли він почав навчання, він використовує мистецьку свободу, щоб здаватися дещо молодшим, називаючи себе «неповнолітнім» і «хлопчиком», який «втік з дому», щоб шукати щастя на річці, і розігрує власну бездушність і наївність. У другій половині Твен розповідає про свою подорож через багато років на пароплаві з Сент-Луїса до Нового Орлеана, за якою незабаром послідувала подорож на пароплаві з Нового Орлеана до Сент-Пола (із зупинкою в рідному місті його дитинства Ганнібалі, Міссурі). Він описує конкуренцію з боку залізниць і нових великих міст і додає свої спостереження про жадібність, довірливість, трагедію та погану архітектуру. Він також розповідає деякі історії, які, швидше за все, є казками.

## Публікація
Одночасно опублікована в 1883 році в Сполучених Штатах і Великій Британії, книга є першою поданою до видавництва як машинописний рукопис. Однак сам Твен не користувався друкарською машинкою. Його секретар, Ізабель В. Ліон, друкувала з рукопису Твена.

## Драматичні адаптації
У 1980 році книга була адаптована як телефільм для американського громадського телебачення, де Девід Нелл виконав роль Семюеля Клеменса (справжнє ім'я Марка Твена), а Роберт Ленсінг — Горація Біксбі, пілота пароплава, який був його наставником. У фільмі використано багато вигадок із книги, вплетених у вигадану розповідь.
У 2010 році «Життя на Міссісіпі» було екранізовано як сценічний мюзикл, за текстом і словами Дугласа М. Паркера та музикою Денвера Касадо. Того року він був виготовлений у Канзас-Сіті, штат Міссурі, та окрузі Дор, штат ВісконсінУ другій половині Твен розповідає про свою подорож через багато років на пароплаві з Сент-Луїса до Нового Орлеана, за якою незабаром послідувала подорож на пароплаві з Нового Орлеана до Сент-Пола (із зупинкою в рідному місті його дитинства Ганнібалі, Міссурі). Він описує конкуренцію з боку залізниць і нових великих міст і додає свої спостереження про жадібність, довірливість, трагедію та погану архітектуру. Він також розповідає деякі історії, які, швидше за все, є казками. У 2013 році «Життя на Міссісіпі», музична п'єса Філіпа Холла, була показана в Workshop Theatre Company в Нью-Йорку. Режисером виступила Сюзанна Фрейзер. У 2013 році музична п'єса Філіпа Холла «Життя на Міссісіпі» була показана в театральній компанії Workshop у Нью-Йорку. Режисером виступила Сюзанна Фрейзер.